# Morfisme
|  | No s'ha de confondre amb homeomorfisme. |

En matemàtiques, un morfisme o homomorfisme és, en general, una aplicació entre dos conjunts dotats d'una mateixa estructura algebraica, que és respectada per l'aplicació.
Aquesta noció és un dels conceptes bàsics de la teoria de les categories, on se li dona una definició formal molt més àmplia. Així, un morfisme no és obligatòriament una funció, és simplement una relació entre dues classes que poden no ser conjunts.
Els morfismes es poden classificar en: 
- un endomorfisme és un morfisme d'una estructura en si mateixa.
- un isomorfisme és un morfisme {\displaystyle f\,} entre dos conjunts dotats de la mateixa mena d'estructura, tal que existeix un morfisme {\displaystyle g\,} en el sentit invers, tal que {\displaystyle f\circ g\,} i {\displaystyle g\circ f\,} són la identitat de les estructures.
- un automorfisme és un isomorfisme d'una estructura en si mateixa.
- un epimorfisme és un morfisme {\displaystyle f:A\to B\,} tal que per a tot parella de morfismes del tipus {\displaystyle g,h:B\to C\,}, si {\displaystyle g\circ f=h\circ f\,}, llavors ha de ser {\displaystyle g=h\,}.
- un monomorfisme és un morfisme {\displaystyle f:A\to B\,} tal que per a tot parella de morfismes del tipus {\displaystyle g,h:C\to A\,}, si {\displaystyle f\circ g=f\circ h\,}, llavors ha de ser {\displaystyle g=h\,}.

Direm que una aplicació lineal {\displaystyle f\,} és un epimorfisme si {\displaystyle f\,} és exhaustiva; que és un
monomorfisme si {\displaystyle f\,} és injectiva; i que és un isomorfisme si {\displaystyle f\,} és bijectiva. A més, si {\displaystyle f\,} és un
endomorfisme bijectiu, aleshores direm que {\displaystyle f\,} és un automorfisme.
Exemple: la identitat d'un conjunt és sempre un morfisme, que respecta l'estructura considerada. I és un automorfisme.

## Cas dels grups
En el cas que els dos conjunts siguin dos grups, per tal que una certa aplicació 
{\displaystyle f:(A,*)\to (B,\star )\,}
sigui un morfisme ha de verificar que:
{\displaystyle \forall x,y\in A,\ \ f(x*y)=f(x)\star f(y)\,}

## Cas dels anells
En el cas de dos anells {\displaystyle (A,+,*)\,} i {\displaystyle (B,{\bar {+}},\star )\,} amb elements neutres {\displaystyle 0_{A},1_{A}\,}, per al conjunt {\displaystyle A\,}, i {\displaystyle 0_{B},1_{B}\,}, per al conjunt {\displaystyle B\,}, una aplicació 
ha de verificar:
{\displaystyle \forall a,b\in A,\ \ f(a+b)=f(a){\bar {+}}f(b)\,}
i
{\displaystyle \forall a,b\in A,\ \ f(a*b)=f(a)\star f(b)\,}
Si els anells considerats a més a més, són unitaris, serà necessari que es compleixi:
{\displaystyle f(1_{A})=1_{B}\,}.
Cal fer notar que un morfisme d'anells entre anells unitaris, pot no ser unitari.

## Cas dels espais vectorials
En el cas de dos {\displaystyle \mathbb {K} }-espais vectorials {\displaystyle (A,+,*)\,} i {\displaystyle (B,{\bar {+}},*)\,}, un morfisme verifica:
 {\displaystyle f\,} és un morfisme de grup per a {\displaystyle (A,+)\,} i {\displaystyle (B,{\bar {+}})\,}
 {\displaystyle \forall x\in A,\forall \lambda \in \mathbb {K} ,\ \ f(\lambda *x)=\lambda *f(x)\,}
Que és equivalent a:
{\displaystyle \forall x,y\in A,\forall \lambda \in \mathbb {K} ,\ \ f(\lambda *x+y)=\lambda *f(x)+f(y)\,}
O dit d'una altra forma, un morfisme d'espais vectorials, no és res més que una aplicació lineal.

## Cas de conjunts ordenats
Un morfisme entre dos conjunts ordenats és una aplicació creixent (una aplicació que conserva l'ordre):
Si (A, ⊑) i (B, ≼) són conjunts ordenats i f és una funció de A en B, f és un morfisme si per a tot x i y de A tals que x ⊑ y, f(x) ≼ f(y).
En la teoria dels ordres, es diu sovint funció monòtona a la funció creixent.

## Conjunts isomorfs
Es diu que els conjunts {\displaystyle A\,} i {\displaystyle B\,} són isomorfs si existeix un isomorfisme de {\displaystyle A\,} en {\displaystyle B\,} .
Saber que dos conjunts són isomorfs té molt interès, ja que això permet traspassar resultats i propietats demostrades d'un a l'altre conjunt.
Exemple: El grup de Klein és isomorf a {\displaystyle \mathbb {Z} /2\mathbb {Z} \times \mathbb {Z} /2\mathbb {Z} }.

## Aplicacions pràctiques
L'estudi dels morfismes té aplicacions particularment importants en la Física moderna i en particular, a la Mecànica quàntica